# Finstertor

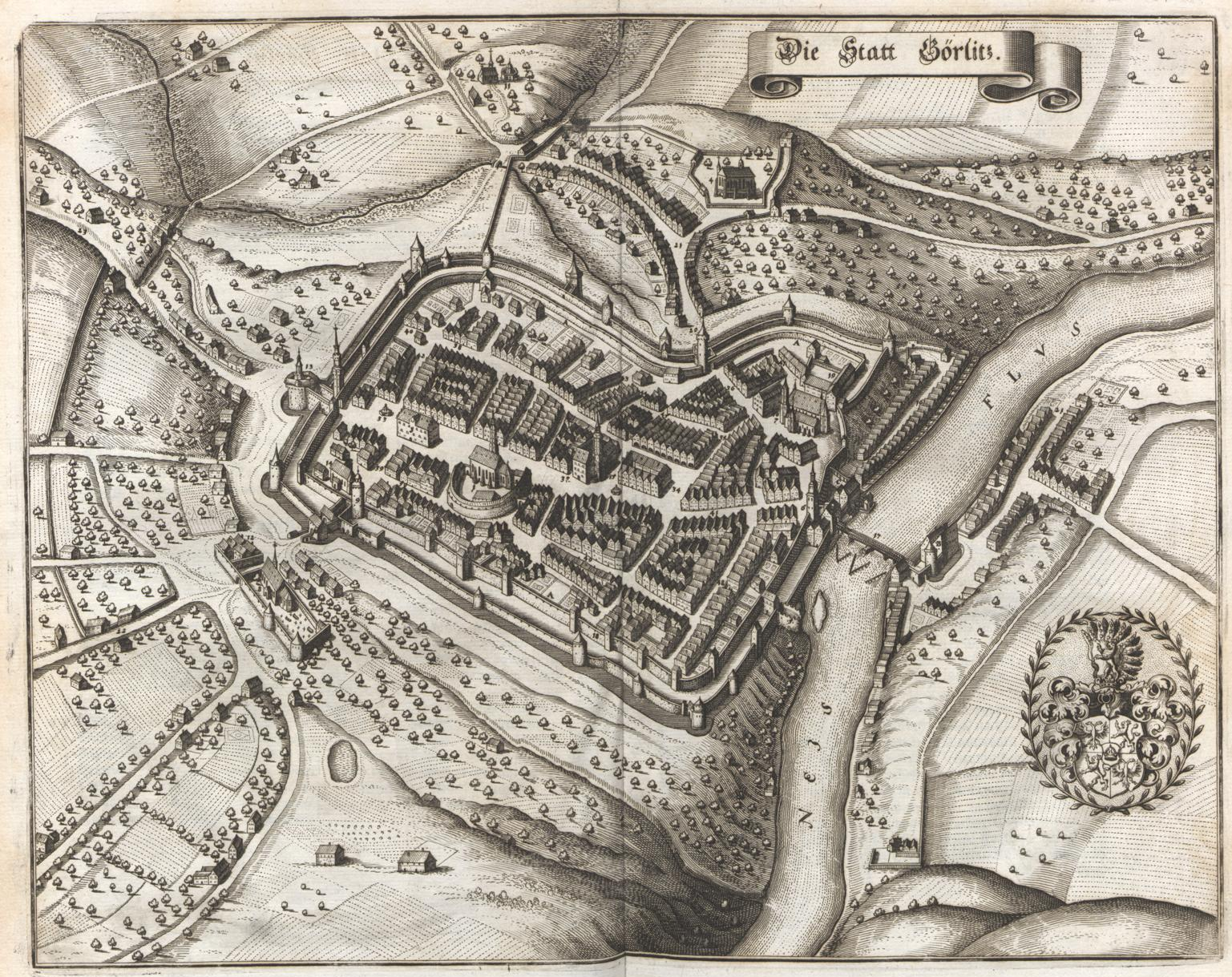
Kupferstich von Görlitz kurz vor dem Jahr 1650. Das Finstertor ist unterhalb des Schriftzuges „Die Statt Görlitz“ zu sehen.

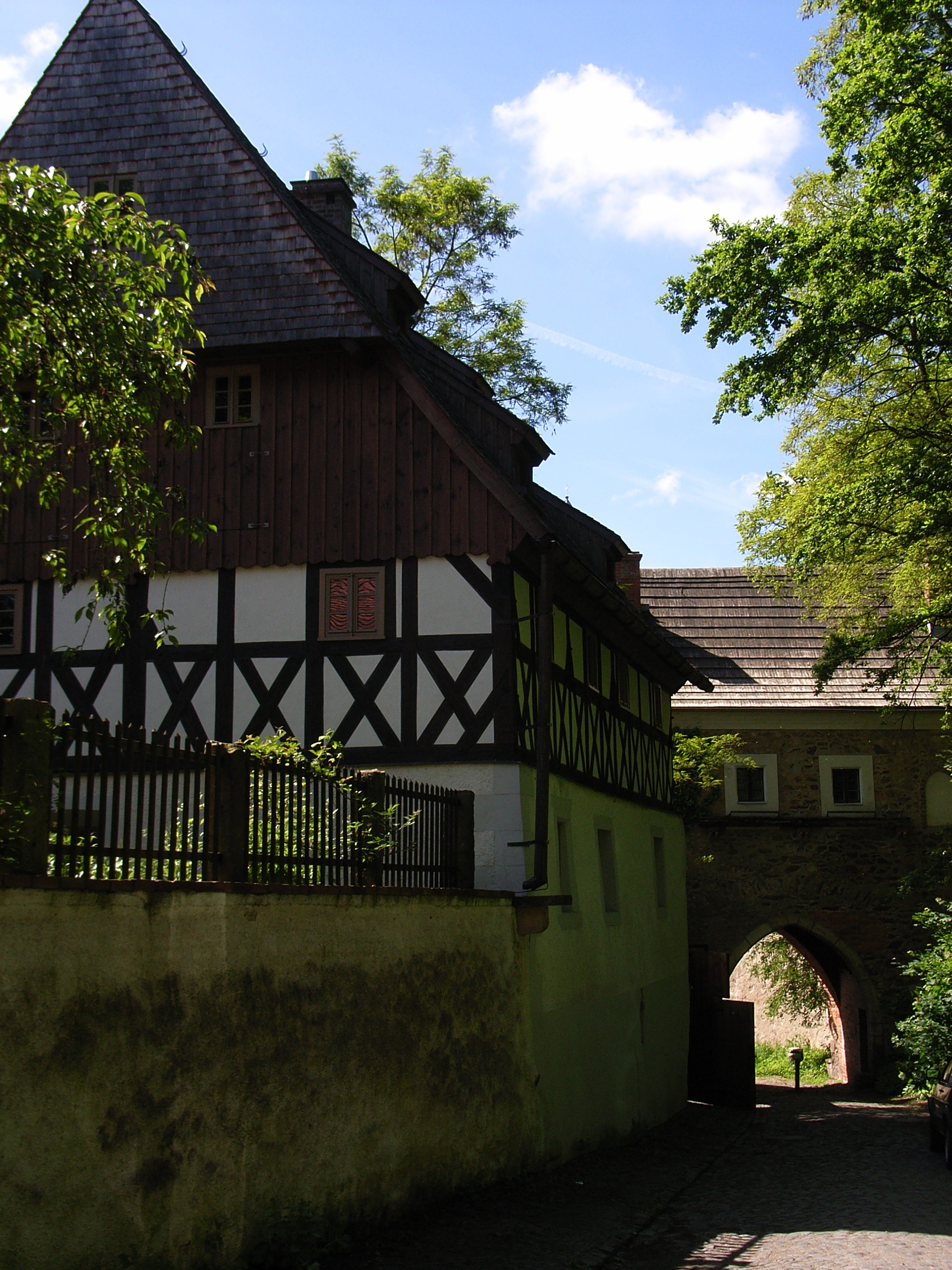
Scharfrichterhaus und Nordansicht des Finstertores

Das Finstertor, auch Armesündertor genannt, war Teil der Befestigung der Görlitzer Vorstädte. Es bildete den nördlichen Zugang zur Nikolaivorstadt, die mit einer Lehmmauer und Zäunen umgeben war. Die spitzbogige Durchfahrt besaß ein Fallgatter. Das Finstertor ist das einzige erhaltene Tor der Befestigung der Vorstädte.
Das Tor wurde erstmals 1455 als Tor bei dem Totengräber erwähnt. Der Name Armesündertor stammt aus der Zeit, als die verurteilten Sünder durch das Nikolaitor zur Richtstätte am Finstertor geführt wurden. Das benachbarte Fachwerkhaus ist das Scharfrichterhaus. Es war das Haus des Henkers und wurde 1377 erstmals erwähnt. Jedoch wohnte der Henker wohl bis 1571 hinter der Schwarzen Gasse innerhalb der Stadtmauern und zog dann an das Finstertor. Nach dem Neubau der Büttelei (Gefängnis) innerhalb der Stadtmauern um 1589 zog er nochmals für einige Jahre in die Stadt. Schließlich kam er im Jahr 1601 wieder an das Finstertor.
An der Straßenseite des Schafrichterhauses ist die Inschrift „1666 L.S.B.“ zu lesen. Sie erinnert an den Görlitzer Scharfrichter Lorenz Straßburger, einem dereinst angesehenem Scharfrichter. Im Hof ist die Jahreszahl 1676 und die Zeichnung eines Beils zu finden. Im Jahr 1810 wurde das Scharfrichterhaus erneuert, dabei wurden der untere Teil der Mauern aus Stein aufgemauert und darauf ein Lehmfachwerk gesetzt. Nach zehnjährigem Leerstand wurde das Haus durch die Deutsche Stiftung Denkmalschutz durch Erbbaurecht übernommen und 2003 denkmalgerecht saniert. So konnten das Dach nach historischem Vorbild mit gespaltenen Holzschindel gedeckt und der auskragende Nordgiebel wiederhergestellt werden.
Heute wird das Scharfrichterhaus von der sogenannten Jugendbauhütte, eine Einrichtung der Deutschen Stiftung Denkmalschutz, genutzt. Hier können Jugendliche ein Freiwilliges Jahr in der Denkmalpflege absolvieren.